# 飛驒隧道
飛騨隧道是日本東海北陸自動車道由岐阜縣的飛驒市河合町和大野郡白川村間的高速公路隧道，長達10,710m，為日本第三長的公路隧道，僅次於山手隧道與關越隧道。礙於經費問題，目前以暫定兩車線單孔雙向通車。